# Superammasso di Pegaso-Pesci
Il Superammasso di Pegaso-Pesci (SCl 003), anche detto Superammasso di Pegaso-Pesci A, è un superammasso di galassie situato tra le costellazioni di Pegaso e dei Pesci a circa 1334 milioni di anni luce (368 milioni di parsec) dalla Terra.
Si prolunga nel vicino superammasso di Pegaso-Pesci B (SCl 213), situato a 961 milioni di anni luce dalla Terra. Talora i due superammassi vengono considerati due sottoammassi costituenti un'unica struttura.
È costituito dall'aggregazione di 9 ammassi di galassie tra cui: Abell 3, Abell 16, Abell 17, Abell 2694, Abell 2696, Abell 2698, Abell 2700, Abell 2706.
| Nome       | R.A. (J2000)  | Dec (J2000)  | Numero galassie | Redshift (z) | Distanza in milioni di anni luce |
| ---------- | ------------- | ------------ | --------------- | ------------ | -------------------------------- |
| Abell 3    | 00h 09m 15.9s | +04° 01′ 42″ | 65              | 0,1017       | 1.256                            |
| Abell 16   | 00h 16m 45.5s | +06° 46′ 25″ | 86              | 0,0843       | 1.051                            |
| Abell 17   | 00h 16m 58.4s | +08° 47′ 40″ | 62              | 0,0888       | 1.105                            |
| Abell 2691 | 00h 01m 21.7s | -03° 05′ 18″ | 41              | -            | -                                |
| Abell 2694 | 00h 02m 33.8s | +08° 25′ 42″ | 132             | 0,0958       | 1.187                            |
| Abell 2696 | 00h 03m 21.8s | +00° 53′ 42″ | 39              | 0,0844       | 1.052                            |
| Abell 2698 | 00h 03m 27.8s | +04° 37′ 42″ | 83              | 0,0979       | 1.212                            |
| Abell 2700 | 00h 03m 50.6s | +02° 03′ 48″ | 59              | 0,0924       | 1.147                            |
| Abell 2706 | 00h 06m 04.0s | +11° 07′ 42″ | 53              | -            | -                                |